# I segreti di Vermilion Sands
I segreti di Vermilion Sands è una raccolta di racconti dello scrittore britannico J. G. Ballard contenente tutti i suoi racconti di fantascienza ambientati in un’immaginaria località balneare del futuro prossimo

## Ambientazione
(J.G.Ballard in Biografia – da Shanghai a Shepperton di David Pringle)
Nella prefazione alla prima edizione della raccolta, l’autore scrive che la sede “spirituale” di Vermilion Sands si trova da qualche parte “tra l’Arizona e la spiaggia di Ipanema”, quindi aggiunge:
Vermilion Sands è una località balneare, come dimostrano le indicazioni toponomastiche citate nei racconti e i cenni a un flusso turistico; ma tutti i racconti si svolgono verso l’entroterra della città, dove si estende un deserto di sabbia con scogliere di roccia, attraversato da veicoli a vela e ruota indicati con una terminologia nautica. La zona è popolata da animali immaginari, prime fra tutti le grandi “mante delle sabbie” (sand rays nell’originale).
Da alcuni cenni si potrebbe immaginare un’ambientazione temporale intorno agli anni ottanta, un periodo che nel libro è chiamato “la Vacanza” (in originale Recess, cioè intervallo, periodo di inattività tra due sessioni parlamentari).

## Racconti
Prima Belladonna
- Prima Belladonna, prima pubblicazione: Science Fantasy, dicembre 1956

Il protagonista gestisce nella città balneare di Vermilion Sands un negozio di “choroflora”, fiori geneticamente modificati per produrre musica, che esporta anche in luoghi lontani come il Cile. Le sue piante sono così sensibili che un minimo cambiamento di condizioni rischia di danneggiarle. L’arrivo nel negozio della cantante peruviana Jane Ciracylides sconvolge questo equilibrio; la sua bravura nel canto le procura molti fan nei locali della città, ma anche l’odio di una orchidea Khan-Aracnide, choro-pianta estremamente sensibile.
Quando Jane inizia una relazione con il protagonista, l’Aracnide diventa molto inquieta, al punto dal danneggiare diversi altri fiori con sensibile perdita economica del proprietario. Jane si offre di “accordare” le piante scombussolate, e ha notevole successo, ma una notte si reca da sola in negozio e rimane vittima dell’Aracnide che dimostra insospettabili capacità carnivore.
Si tratta del primo racconto di J. G. Ballard giunto alla pubblicazione professionale. L’autore inviò il manoscritto a E.J.Carnell, curatore della rivista britannica Science Fantasy che lo acquistò alla prima lettura.
(J.G. Ballard)
Il gioco degli schermi
- The Screen Game, prima pubblicazione: Fantastic, ottobre 1963

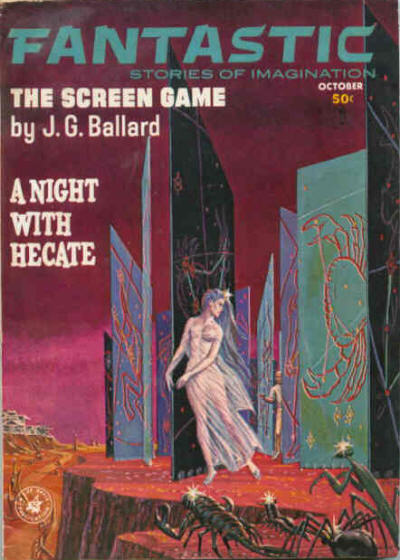
Fantastic 196310

Il pittore Paul Golding, che vive a Ciraquito presso Vermilion Sands, accetta di dipingere una serie di grandi tele per conto della casa cinematografica indipendente Orpheus Productions. Il film verrà girato nella località di Lagoon West, dove abita Charles Van Stratten, uno dei comproprietari della Orpheus. Durante il lavoro, Paul si accorge che i suoi pannelli dipinti attirano l’attenzione di Emerelda Garland, bellissima donna che Van Stratten tiene segregata in casa, sotto la sorveglianza dello psichiatra dottor Gruber. Il principale passatempo di Emerelda, che è malata di mente, consiste nell’incastonare gioielli negli insetti del deserto che cattura e di cui si circonda.
La lavorazione del film Afrodite 80 non fa molti passi avanti, ma Paul si innamora di Emerelda; la donna scatena contro Van Stratten i suoi insetti, che ne procurano la morte, non prima che l’uomo abbia gridato a alta voce che è lei la responsabile della scomparsa della propria madre, che tutti ritengono si sia suicidata.
Gianfranco de Turris e Sebastiano Fusco, curatori della collana Orizzonti Fanucci, considerano questo racconto come il più emblematico e significativo del ciclo. Gli insetti ingemmati che compaiono nella narrazione ricordano un'altra evidente ispirazione di Ballard, oltre alla pittura surrealista: Controcorrente di Joris-Karl Huysmans, la “bibbia del decadentismo”
I nubiscultori di Coral D
- The Cloud-Sculptors of Coral D, prima pubblicazione: Fantasy and Science-Fiction, dicembre 1967

Il maggiore Parker, pilota d’aereo in congedo a causa di un incidente al piede, arriva per caso a Vermilion Sands e scopre materiale per costruire grossi aquiloni tra i ruderi di un hangar abbandonato, presso quattro alte torri di corallo che fiancheggiano l’autostrada per Lagoon West. Nostalgico del volo, si impegna nella costruzione di alianti in grado di sfruttare le correnti d’aria calda intorno alle torri di corallo, attirando intorno a sé un terzetto di “nubiscultori” in grado di dare forma alle nuvole per mezzo di ioduro d'argento: il gobbo Petit Manuel, l’ombroso Nolan e il playboy Van Eyck. I tre piloti si esibiscono lungo l’autostrada, chiedendo l’obolo alle auto che si fermano per lo spettacolo.
Un giorno vengono notati da Leonora Chanel, ricchissima ereditiera che li scrittura per un’esibizione privata nella sua villa a Lagoon West: dovranno scolpire le nuvole per i suoi ospiti. Ma durante lo spettacolo avviene la tragedia: Petit Manuel muore in volo per attrarre l’attenzione di Leonora, che naturalmente gli preferisce il prestante Van Eyck, e per vendicarlo Nolan guida con il suo aliante un tornado verso la villa, distruggendola completamente e provocando la morte della proprietaria.
Il racconto appare per la prima volta in traduzione italiana su Urania n. 487 nel 1968, in un’antologia intitolata Gli scultori di nuvole; il racconto, che porta questo titolo, è tradotto da Luigi Cozzi. Gli animali fantastici chiamati sand rays, “mante delle sabbie”, che compaiono in quasi tutti i racconti del ciclo, sono invece completamente assenti in quella versione italiana; scrivono De Turris e Fusco:
Il racconto, che nell’edizione originale compariva al primo posto nella raccolta, viene inserito dai curatori in questo punto, in modo da iniziare il libro con la storia d’esordio dell’autore.
Le statue canore
- The Singing Statues, prima pubblicazione: Fantastic, luglio 1962

L’artista Milton, che scolpisce “statue canore”, è presente in una galleria d’arte di Vermilion Sands quando la ricca mecenate Lunora Goalen arriva a sorpresa per fare un investimento. Sembra non trovare nulla di suo gradimento, quando Milton si nasconde all’interno di una delle sue creazioni, Orbita Zero, e cantilena al microfono un motivo orecchiabile. Lunora rimane talmente colpita da acquistare la statua senza discutere il prezzo spropositatamente gonfiato.
Il giorno successivo però Milton deve recarsi alla villa della donna a Lagoon West per “riparare” la scultura. Senza farsene accorgere, monta nel meccanismo amplificato un nastro musicale. Lunora Goalen sembra stregata dalla statua canora. Milton si reca di nascosto di notte alla villa, e trova la donna addormentata in terrazzo, davanti alla statua. Cambia più volte di nascosto il nastro musicale, attingendo al vasto repertorio classico, finché decide di registrare la confessione di ciò che ha fatto e inserirla nell’amplificatore della statua. Lunora però non può crederci, come dice sua arcigna segretaria, è totalmente innamorata di se stessa. Quando scopre la mistificazione, abbandona Vermilion Sands.
Il racconto è l’unico del ciclo non incluso nella versione dell’antologia pubblicata nel mercato statunitense. Alcuni aspetti del personaggio di Lunora Goalen fanno pensare alla collezionista d’arte Peggy Guggenheim.
Sul mare di sabbia
- Cry Hope, Cry Fury, prima pubblicazione: Fantasy and Science-Fiction, ottobre 1967

Quando Vermilion Sands è piena di turisti, in estate, Robert Melville si trasferisce a otto chilometri di distanza, a Ciraquito, e da lì “naviga” il mare di sabbia e rocce nel retroterra della città con un apposito yacht a ruote. Un giorno uccide con un fucile a fiocina un’enorme manta delle sabbie che prima di morire gli spezza le gambe. Viene soccorso da uno schooner di terra su cui si trovano la pittrice Hope Cunard e il fratello Foyle.
Robert Melville trascorre la convalescenza a casa dei due, una villa su un’isola di roccia nel mare di sabbie; qui Hope dipinge i suoi quadri con una tecnica particolare, che implica l’utilizzo di pigmenti molto lenti e fotosensibili, usati per ritrarre paesaggi ma anche esseri umani in lunghe sessioni di posa. Per posare davanti alle tele, Hope fa indossare a Melville la giacca di Charles Rademaeker, un olandese che fu suo amante e che lei stessa afferma di avere ucciso.
Hope e Robert diventano amanti, con la disapprovazione di Foyle che invece ha un relazione con Barbara Quimby, la segretaria della sorella. I due si divertono a deformare i ritratti di Hope. Robert è convinto che Rademaeker sia ancora vivo, o che il suo fantasma sia tornato perché lo vede aggirarsi intorno alla villa.
Il racconto è pieno di citazioni e rimandi al poema La ballata del vecchio marinaio del poeta inglese Samuel Taylor Coleridge, il cui protagonista attira sulla propria nave una maledizione per avere ucciso senza ragione un albatro.
La vendetta della scultrice
- Venus Smile, prima pubblicazione: If, settembre 1967

La commissione di Belle Arti di Vermilion Sands ha approvato il progetto di una statua sonica della scultrice Lorraine Drexel, ma durante l’inaugurazione l’opera viene contestata dagli spettatori per la sua bruttezza. Viene subito rimossa e trasferita nel giardino di Hamilton, un membro della commissione. Durante la notte però Hamilton e la sua segretaria Carol si accorgono che la statua è aumentata di dimensioni, malgrado sia costruita in metallo, e ha gettato nuovi nuclei sonici come se fosse viva. Hamilton sega via le parti sporgenti, ma il mattino seguente la scultura ha avuto una crescita esponenziale ed è costretto a farsi aiutare per riuscire a segarla in pezzi che è possibile rivendere a un ferrivecchi.
Lorraine Drexel fa però causa alla città e la vince; il giorno in cui è condannato a risarcire una notevole cifra, Hamilton si accorge di sentire nelle parti metalliche del tribunale l’eco musicale dei motivi contenuti nella statua demolita: fusa e riciclata, ha infettato altri materiali metallici, e adesso ci sono già nuclei sonici che “sbocciano” nelle stanze del tribunale.
Addio al vento
- Say Goodbye to the Wind, prima pubblicazione: Fantastic, agosto 1970

Samson gestisce a Vermilion Sands insieme al socio Georges Comte la boutique Topless in Gaza specializzata in biotessuto:
Nel negozio un giorno entra Raine Channing, famosa indossatrice che si mantiene in eterno preadolescente grazie a una serie di interventi chirurgici. La donna acquista abiti per una somma notevole, ma il giorno successivo la sua segretaria telefona in negozio perché i tessuti sembrano impazziti. Samson si reca alla villa a Lagoon West e riesce a “calmare” gli abiti. Riconosce però in Raine Channing la giovane che spesso danza tra i ruderi di un night-club abbandonato tra le sabbie.
Soprattutto per volontà di lei, i due iniziano una relazione, ma nella villa aleggia ancora la presenza del suo ex manager e amante Kaiser, morto di recente; al punto che Samson rischia di rimanere strangolato dal vestisto di biotessuto indossato dall’uomo al momento della morte, che Channing gli ha messo addosso mentre era incosciente.
De Turris e Fusco notano che fra le ispirazioni di questo racconto potrebbe esserci anche Federico Fellini, per la presenza di una spiaggia e un night-club abbandonato e di figure che ballano solitarie.
Studio 5
- Studio 5, the Stars, prima pubblicazione: Science Fantasy, febbraio 1961

Paul Ransom, direttore della rivista di poesia Wave IX, scopre che nello Studio 5, una villa accanto alla sua nella località The Stars di Vermilion Sands, è giunta a abitare una ricchissima donna, Aurora Day, che si diletta di poesia. Ormai tutti gli scrittori utilizzano una macchina, il versitrascrittore o VT, che scrive direttamente a partire da alcune scelte preimpostate su metrica, verso, rima ecc. Ma Aurora Day è rimasta fedele al vecchio metodo creativo manuale, e cerca di convincere Ramson a accettare alcuni suoi componimenti.
Quando Ransom rifiuta, sembra che tutto gli si rivolti contro, come se Aurora possedesse poteri magici: forse è solo una sequenza di allucinazioni, ma si arrende e permette alla donna di gestire il prossimo numero della rivista. Aurora Day pretende di pubblicare solo poesie scritte a mano, e tutti i versitrascrittori di Vermilion Sands vengono stranamente vandalizzati in una notte. Ransom ottiene che i poeti della città gli scrivano qualcosa solo dopo che Aurora ha portato all’estremo la sua identificazione con il mito apocrifo della musa della poesia Melander e del bardo Corydon, giungendo a mettere a repentaglio la vita del giovane poeta Tristram.
I mille sogni di Stellavista
- The Thousand Dreams of Stellavista, prima pubblicazione: Amazing, marzo 1962

L’avvocato Howard Talbot e la moglie Fay cercano una casa a Vermilion Sands per trasferirvisi; l’agente immobiliare Stamers mostra loro alcune abitazioni “psicotrope”, costruite cioè in materiale che si adatta alla personalità del proprietario che l'abita. Talbot si lascia suggestionare da una casa al n. 99 di Stellavista appartenuta a Gloria Tremayne, diva del cinema alla cui assoluzione aveva contribuito anche lui, quando era stata accusata dell’omicidio del marito.
La permanenza nella casa di Tremayne però genera subito tensioni tra marito e moglie; Fay accusa l’uomo di lasciarsi influenzare dalla presenza della diva che ancora pervade la casa. L’abitazione reagisce in maniera inconsulta alla discordia fra i coniugi, e quando Fay abbandona il marito la convivenza con la personalità della defunta attrice si rivela anche un pericolo fisico per Talbot.

## Edizioni
- J. G. Ballard, I segreti di Vermilion Sands, traduzione di Roberta Rambelli, collana Orizzonti, Fanucci, 1976,  pp. 218.